# Illorai
Illorai település Olaszországban, Szardínia régióban, Sassari megyében. Lakosainak száma 751 fő (2023. január 1.). Illorai Bonorva, Burgos, Orani, Bolotana, Bottidda, Esporlatu és Orotelli községekkel határos.

## Népesség
A település lakossága az elmúlt években az alábbi módon változott:
| Lakosok száma | 858  | 846  | 751  |
|               | 2017 | 2018 | 2023 |